# Уманцевка
Уманцевка (укр. Уманцівка) — село,
Кировский сельский совет,
Полтавский район (Полтавская область),
Полтавская область,
Украина.
Код КОАТУУ — 5324081408. Население по переписи 2001 года составляло 66 человек.

## Географическое положение
Село Уманцевка примыкает к селу Гутыревка,
в 0,5 км находится село Пальчиковка,
в 1-м км — село Вытевка.
Рядом проходит железная дорога, станция Уманцевка.